# Lorenzo Rocci

Lorenzo Rocci

Lorenzo Rocci (Fara in Sabina, 11 settembre 1864 – Roma, 14 agosto 1950) è stato un presbitero, grecista e lessicografo italiano, noto soprattutto come autore del famoso, moderno e completo Vocabolario greco-italiano.

## Biografia
Entrato nella Compagnia di Gesù nel 1880, si laureò in lettere presso la Regia Università di Roma nel 1890 - della commissione esaminatrice faceva parte anche il poeta Giosuè Carducci - per dedicarsi poi all'insegnamento liceale presso il Nobile Collegio Mondragone di Frascati, ove fu titolare di cattedra nel 1899, tra il 1903 e il 1920 e tra il 1939 e il 1946.
Dal 1926 in poi fu confessore della cappella universitaria di Sant'Ivo alla Sapienza insieme al futuro papa Paolo VI e al nipote omonimo di Mariano Rampolla, che fu mentore di La Pira e maestro di latino di Salvatore Quasimodo.
Dal completamento degli studi e fino al 1939, padre Rocci ebbe come massima occupazione la stesura di un nuovo vocabolario greco-italiano, impresa che gli richiese oltre venticinque anni di lavoro, con il solo ausilio di schede dattiloscritte e appunti.

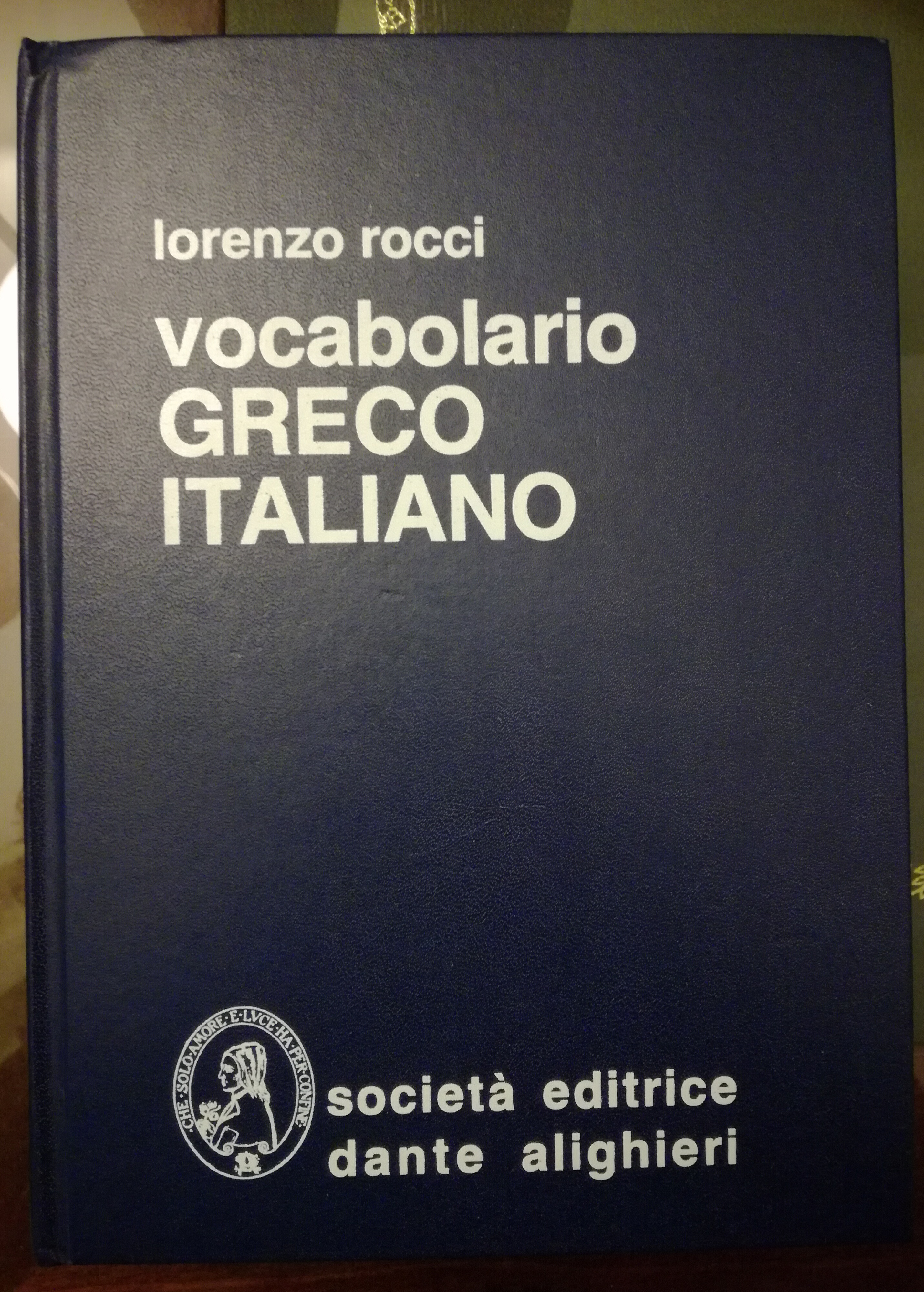
Il Vocabolario greco-italiano di L. Rocci, edizione 2002

Prima che l'opera di padre Rocci fosse terminata, in Italia veniva utilizzato soprattutto il dizionario greco-italiano di Mons. Benedetto Bonazzi, pubblicato per la prima volta a Napoli da Morano nel 1885, che per mezzo secolo fu il lessico dal greco antico di maggior uso nelle scuole italiane. L'opera di padre Rocci tuttavia, fin dalla prima edizione del 1939, ne superò ampiamente il successo e garantì la fama all’autore; tra gli altri papa Pio XII, in un messaggio autografo indirizzato personalmente allo studioso, ne lodò gli alti meriti: 
La prima edizione del suo Vocabolario greco-italiano risale al 1939, la terza e ultima riveduta dall'autore è del 1943. 
Occorrerà poi attendere quasi settant’anni per addivenire all'edizione completamente rielaborata del vocabolario (previo lavoro di un team di ricercatori), uscita sempre presso la Società editrice Dante Alighieri nel 2011.

## Opere
(Per le edizioni del Vocabolario greco-italiano si rimanda a tale voce)
- Trattato di prosodia e nozioni di metrica latina, Torino, Stamperia Reale della ditta G. B. Paravia e C., 1900 (sua prima opera).
- La metrica di Orazio dichiarata ai giovani liceali, Torino, Paravia, 1903.
- Grammatica greca: morfologia, sintassi e dialetti, Roma, Società editrice Dante Alighieri, 1908.
- Memorie biografiche del p. Giovanni Maria Nobili Vitelleschi d(ella) C(ompagnia) d(i) G(esù), Roma, Cooperativa tipografica Manuzio, 1908.
- La sintassi latina. Esercizi di retroversione desunti dai classici latini con note dichiarative e con richiamo alle grammatiche dei professori Schultz, Tincani, Zenoni. Segue un prospetto della coordinazione e subordinazione, Roma, Società editrice Dante Alighieri, 1910.
- Omero, Libro primo, secondo e terzo dell'Odissea, traduzione letterale con ampio commento, specialmente morfologico, sintattico e dialettale, Roma, Società editrice Dante Alighieri, 1912.
- Omero, Libro quarto, quinto e sesto dell'Odissea, traduzione letterale, con ampio commento, specialmente morfologico, sintattico e dialettale, Roma, Società editrice Dante Alighieri, 1914.
- Sofocle, L'Antigone, traduzione letterale, prospetto sinottico, breve commento, Roma, Società editrice Dante Alighieri, 1916.
- Giovanni de' c.ti Galeotti Ottieri della Ciacia sottotenente dei cavalleggeri d'Alessandria perito combattendo gloriosamente. Memorie biografiche, Roma, Tipografia pontificia nell'istituto Pio IX, 1917.
- Vita del b. Andrea Bobola martire polacco  d(ella) C(ompagnia) d(i) G(esù) descritta sul recente lavoro critico del p. Martino Czerminski e su un nuovo studio dei processi, Roma, Università gregoriana, 1924.
- Carmina varia, Roma, Società editrice Dante Alighieri, 1926.
- Nuove favole latine in versi senari secondo la maniera di Fedro, Roma, Società editrice Dante Alighieri, 1927.
- Vocabolario greco-italiano,  Roma, Società editrice Dante Alighieri, 1939 (prima edizione).